# Sergey Konovalov
Pour les articles homonymes, voir Konovalov.
Sergueï Konovalov, né le 9 avril 1973, est un biathlète russe. 

## Biographie
Il remporte le premier podium individuel international de sa carrière aux Championnats du monde 2004, avec la médaille de bronze au départ en ligne.
Aux Championnats d'Europe 2008, pour sa dernière compétition majeure, il remporte les titres sur la poursuite et le relais.

## Palmarès

### Championnats du monde
| Épreuve / Édition     | Individuel | Sprint | Poursuite | Départ en masse | Relais |
| Mondiaux 2004 Oberhof | 5e         | -      | -         | Bronze          | 5e     |

### Coupe du monde
- Meilleur classement général : 15e en 2004.
- 1 podium individuel : 1 troisième place[1].
- 1 podium en relais : 1 troisième place.

### Championnats d'Europe
- Médaille d'or de la poursuite et du relais en 2008.
- Médaille d'argent du relais en 2002.